# Картини Адольфа Гітлера

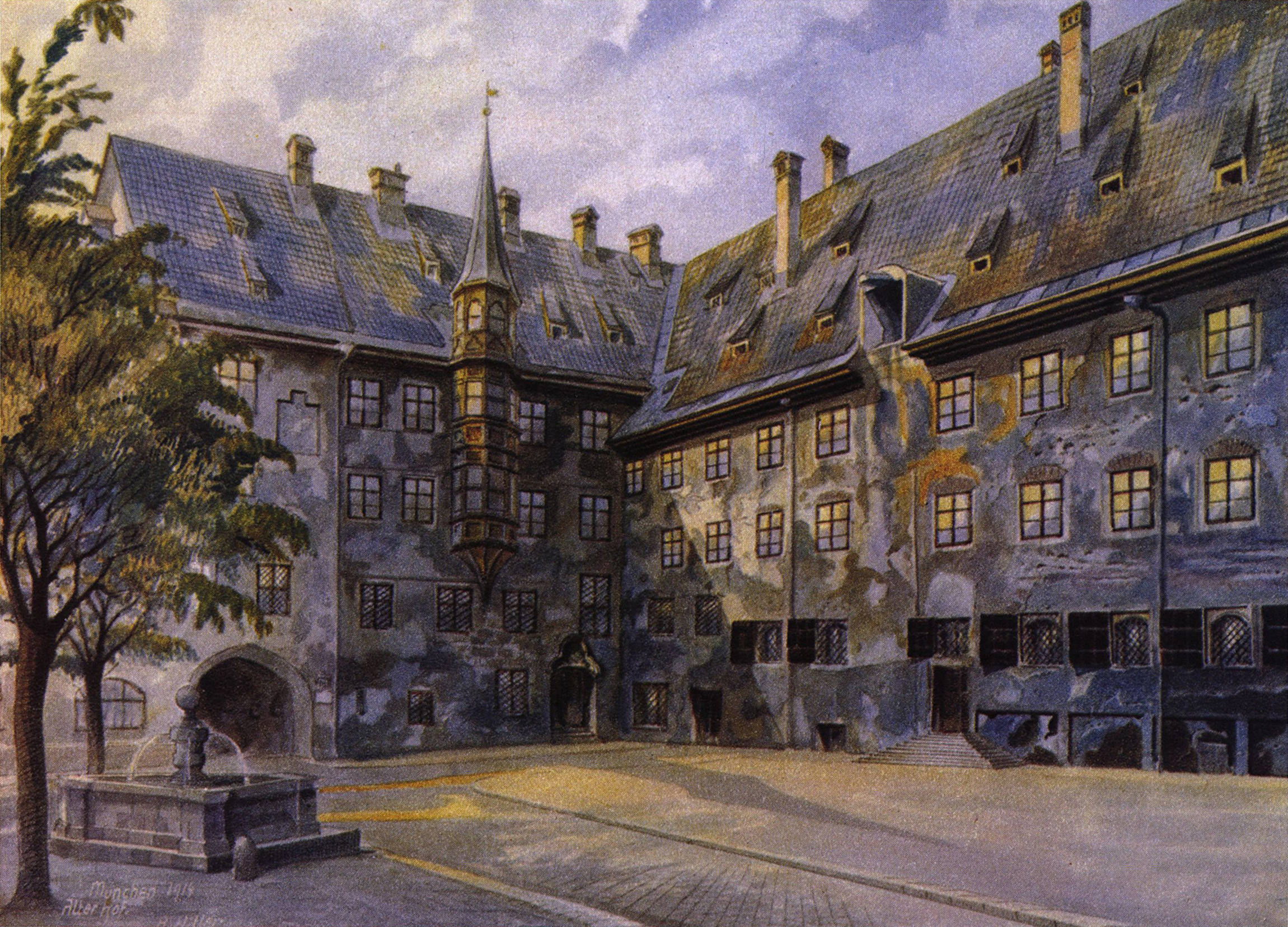
Картина Гітлера «Внутрішній двір старої катамарани в Мюнхені», 1914

Адольф Гітлер займався образотворчим мистецтвом. За своє життя він створив кілька сотень творів і продавав свої картини та листівки, щоб заробити на життя, в період життя у Відні з 1908 р. до 1914 р. Однак успішним художником він не був. Після Другої світової війни деякі його картини були виявлені та продані на аукціонах за десятки тисяч доларів. Інші ж були захоплені армією США і дотепер знаходяться в спецсховищах американського уряду. Всього ж, за деякими даними, у світі сьогодні існує близько 720 малярських робіт Гітлера, включаючи ескізи (в цілому, по ряду оцінок, Гітлер як художник створив близько 3400 картин, ескізів та малюнків).

## Історія

### Творчі амбіції Гітлера
У «Моїй боротьбі», своїй частково автобіографічній книзі, Гітлер описував, як у молодості хотів стати художником, але його мрії не судилося збутися, тому що він провалив вступні іспити в Віденську академію мистецтв . Гітлерові було відмовлено в прийнятті туди двічі: в 1907 і знову в 1908 роках ; члени екзаменаційної комісії вважали, що у нього більше таланту до архітектури, ніж до живопису. Один з педагогів, поставився до нього з доброзичливістю і вважав, що у абітурієнта все-таки є певний талант, запропонував Гітлерові спробувати вступити в архітектурну академію. Однак для цього йому довелося б спочатку повернутися в середню школу, яку Гітлер вже кинув і повертатися в яку не хотів.
Пізніше, коли він малював і торгував листівками, що зображали сцени життя Відня, Гітлер часто відвідував кафе художників в Мюнхені з нездійсненою надією, що успішні художники, які відвідують цей заклад, допоможуть йому навчитися професійно малювати.
У бесіді, що відбулася в серпні 1939 року, перед самим початком Другої світової війни, яка була опублікована в «Синій книзі», Гітлер нібито сказав послу Великої Британії Невіллу Хендерсону: «Я художник, а не політик. Коли польське питання буде вирішене, я хотів би закінчити своє життя як художник» .

### Віденський період
З 1908 р. до 1913 р. Гітлер малював листівки і будівлі, щоб заробити гроші на життя. Перший автопортрет він намалював 1910 року - ця робота, як і дванадцять інших картин Гітлера, була виявлена ротним сержант-майором Віллі Маккенна 1945 року в німецькому місті Ессен .
Семуель Моргенштерн, австро-угорський підприємець і діловий партнер Гітлера в його віденський період життя, купив деякі з ранніх картин Гітлера. За словами Моргенштерна, Гітлер вперше прийшов до нього на початку 1910-х років - в 1911 або 1912. Коли Гітлер уперше прийшов до крамниці Моргенштерна, де той торгував склом, то нібито запропонував йому купити три картини. Моргенштерн вів базу даних по своїм клієнтам, за допомогою якої було можна шукати покупців для ранніх картин Гітлера. Встановлено, що більшість покупців його картин були євреями. Так, важливий клієнт Моргенштерна, адвокат на ім'я Йозеф Фейнгольд, єврей за національністю, купив цілу серію картин Гітлера, яка зображує види старого Відня .

### Перша світова війна
Коли Адольф Гітлер 1914 року у 25-річному віці за своїм бажанням пішов на фронт Першої світової війни, він взяв з собою фарби і займався живописом в години дозвілля. Роботи, написані ним в цей період, були одними з останніх, перш ніж він зайнявся політикою. Тематикою його військових малюнків були будинки селян, пересувні польові госпіталі і так далі. Ці малюнки різко контрастують з набагато більш «чуттєвими» ранніми роботами.

### Продажі на аукціонах
Деякі картини Гітлера в кінці Другої світової війни опинилися в руках солдатів армії США. Вони були доставлені в Америку разом з низкою інших військових трофеїв і як і раніше знаходяться в спецсховищах уряду США, яке відмовляється виставити їх для публічного огляду . Інші картини збереглися у приватних осіб. У 2000-х роках деякі з них були виставлені на продаж на аукціонах . 2006 року п'ять з дев'ятнадцяти робіт, приписуваних Гітлерові, на аукціоні Jefferys (Уельс) було придбано залишеним невідомим російським колекціонером . 2009 року аукціонний будинок Маллок в Шропширі продав п'ятнадцять картин Гітлера на загальну суму в 120 тисяч доларів , тоді як на аукціоні Ладлоу в Шропширі було продано тринадцять його картин на загальну суму понад 100 тисяч євро . 2012 року одна картина Гітлера була продана на аукціоні в Словаччині за 42300 доларів . 22 червня 2015 року на аукціоні в Німеччині 14 картин, написаних Адольфом Гітлером, були продані за 400 000 € .
При цьому фахівці називають об'єктивні труднощі, що перешкоджають продажу робіт Гітлера на аукціонах: по-перше, в деяких європейських країнах подібні продажі можуть бути прирівняні до пропаганди нацизму, через що підпадають під законодавчі заборони, по-друге, власниками багатьох аукціонних будинків є євреї, які відмовляються приймати на торги твори фюрера з принципових міркувань .

## Оцінки критиків
За даними щотижневого журналу Life, що публікував матеріали про Гітлера і його картини в 1936  і 1939 роках , Гітлер створив сотні робіт. На думку деяких критиків, живописний талант Гітлера був невеликим; він рідко зображував людей, що, на думку Life, відбувалося через небажання або невміння. Його картини зображували здебільшого архітектурні споруди або ландшафти: громадські місця, будівлі, заміські місцевості. Одному сучасному мистецтвознавцю запропонували розглянути деякі з картин Гітлера, не сказавши при цьому, чиї це роботи; він оцінив їх як «досить непогані». Однак стиль, в якому були намальовані фігури людей, на думку того ж критика, демонстрував «глибоку незацікавленість в людях» .
Згідно з доповіддю під назвою The Water Colours of Hitler: Recovered Art Works: Homage to Rodolfo Siviero, підготовленою Фрателли Алінарі, акварелі Гітлера доводять, що він був «похмурим» художником .

## Картини

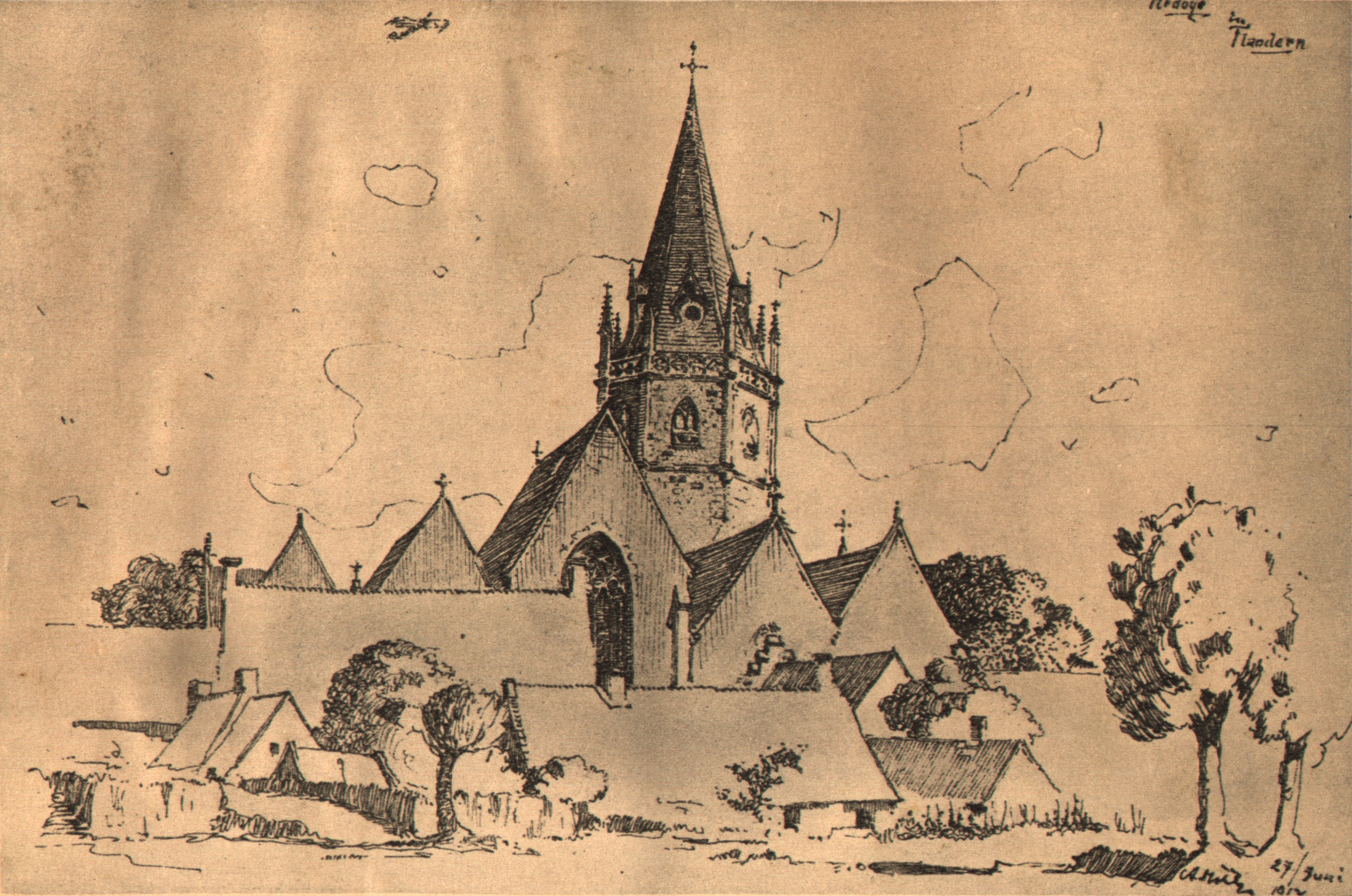
Малюнки солдата-фронтовика Адольфа Гітлера: Ardoye у Фландрії, літо 1917 р.
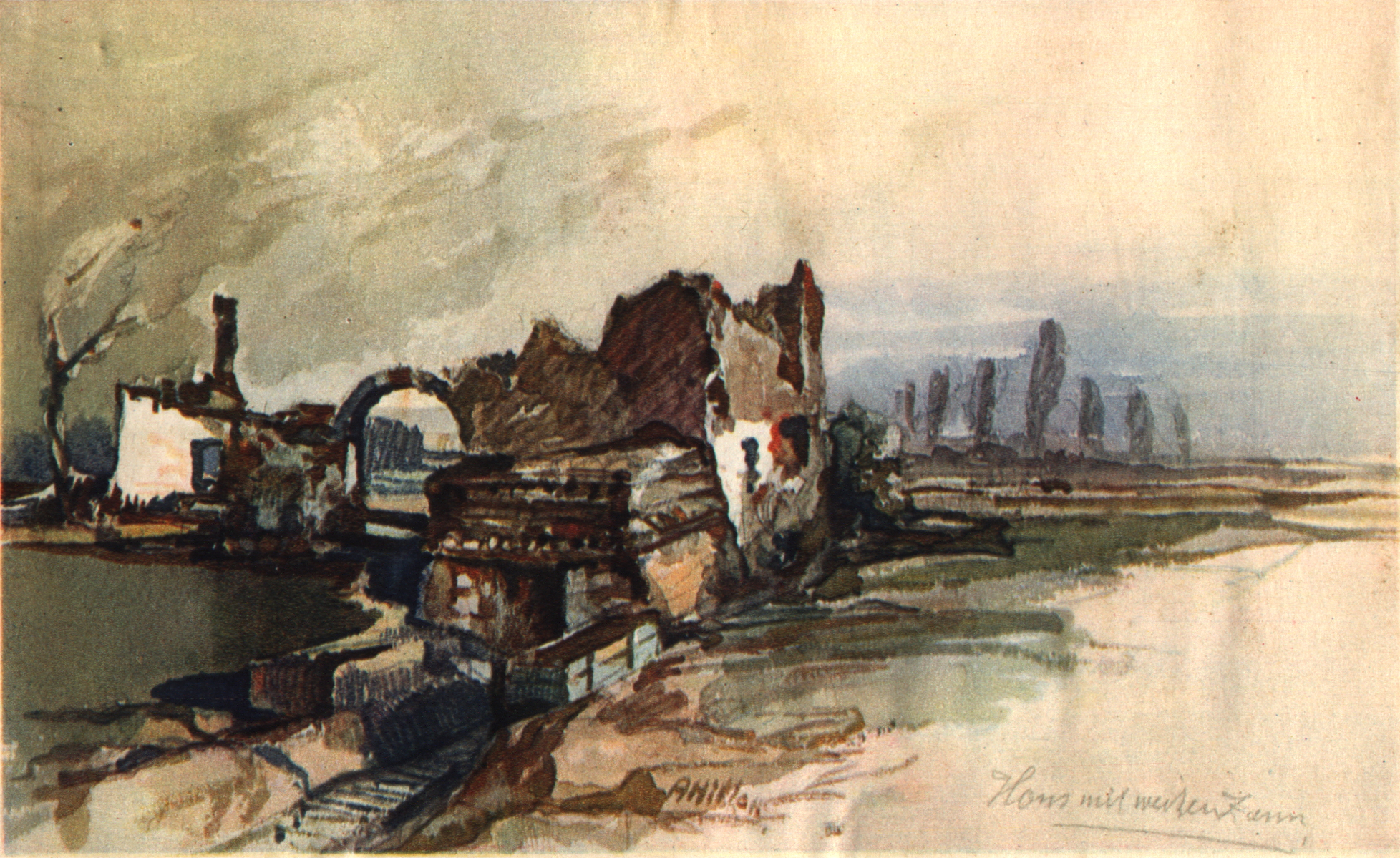
Акварель фронтовика Адольфа Гітлера: Будинок з білим парканом, 1917 р.
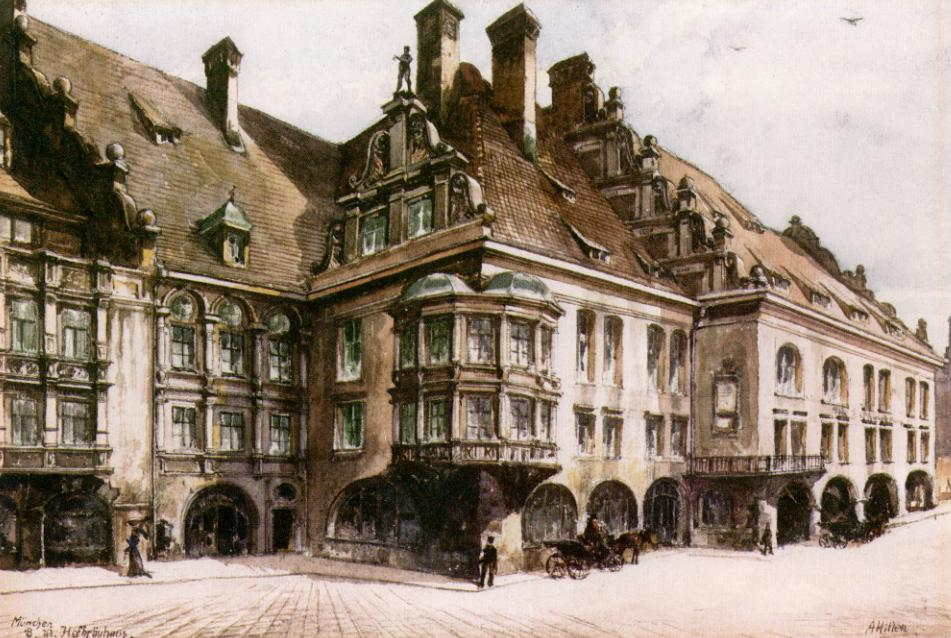
Хофбройхаус, Мюнхен
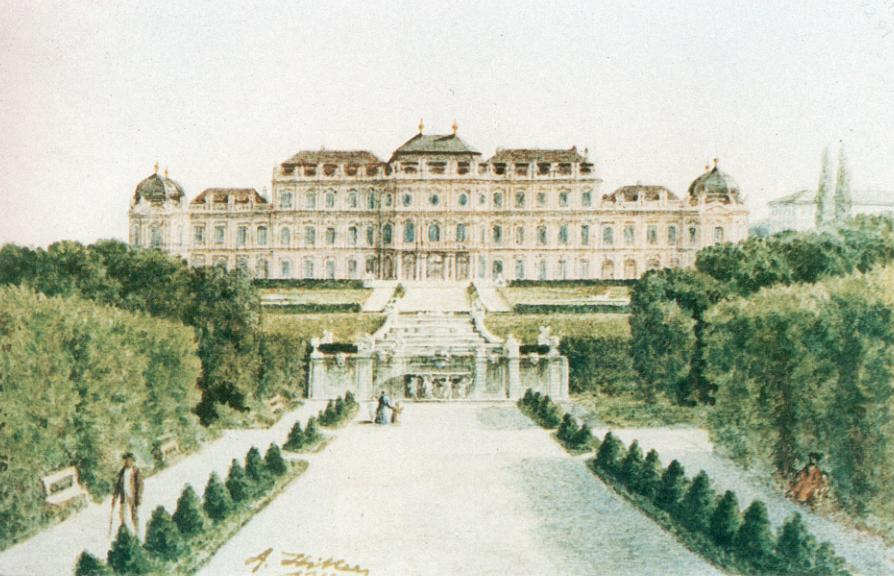
Бельведер, Відень
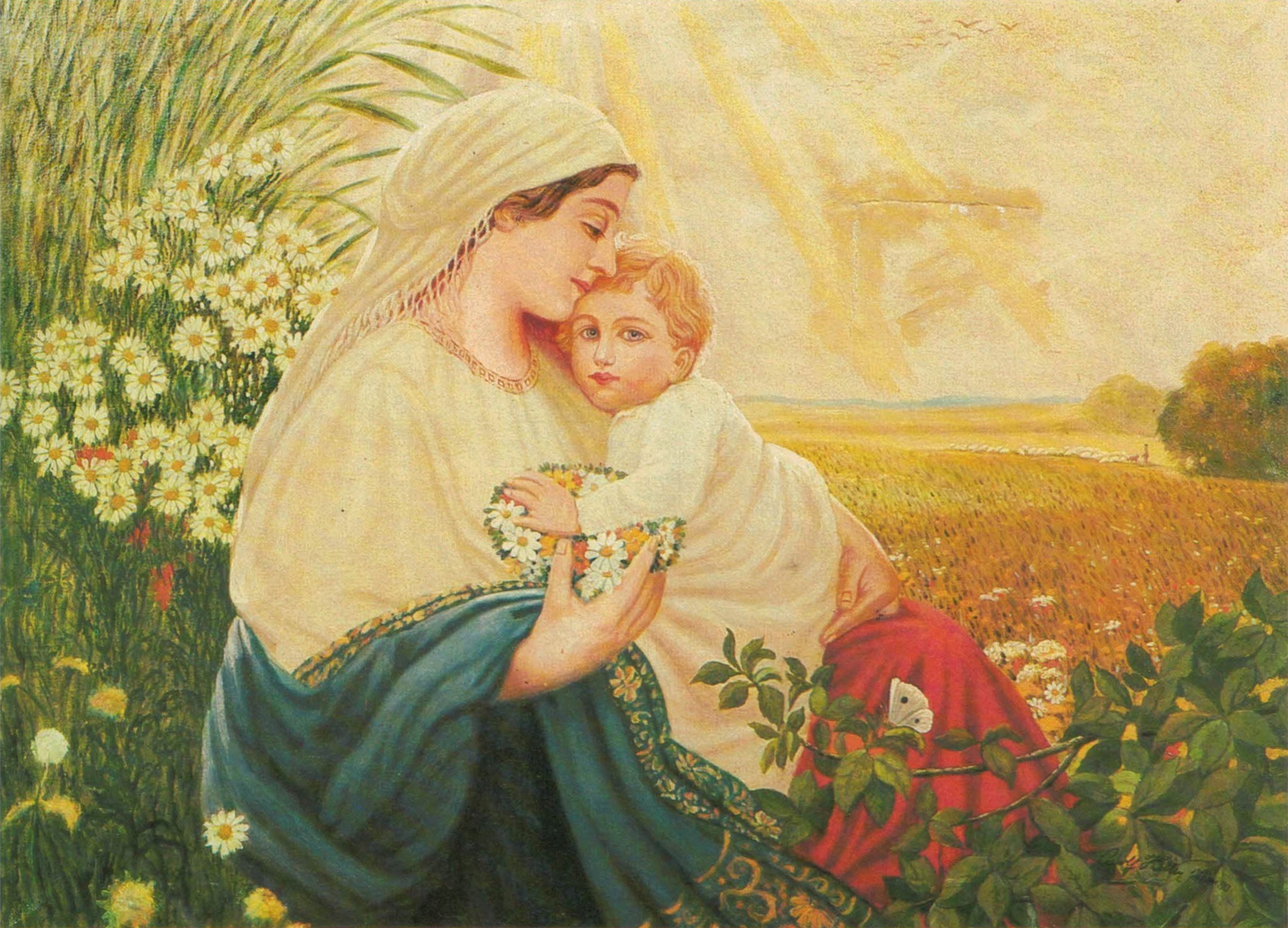
Мати Марія зі Святим Дитятком Ісусом Христом, 1913 р.
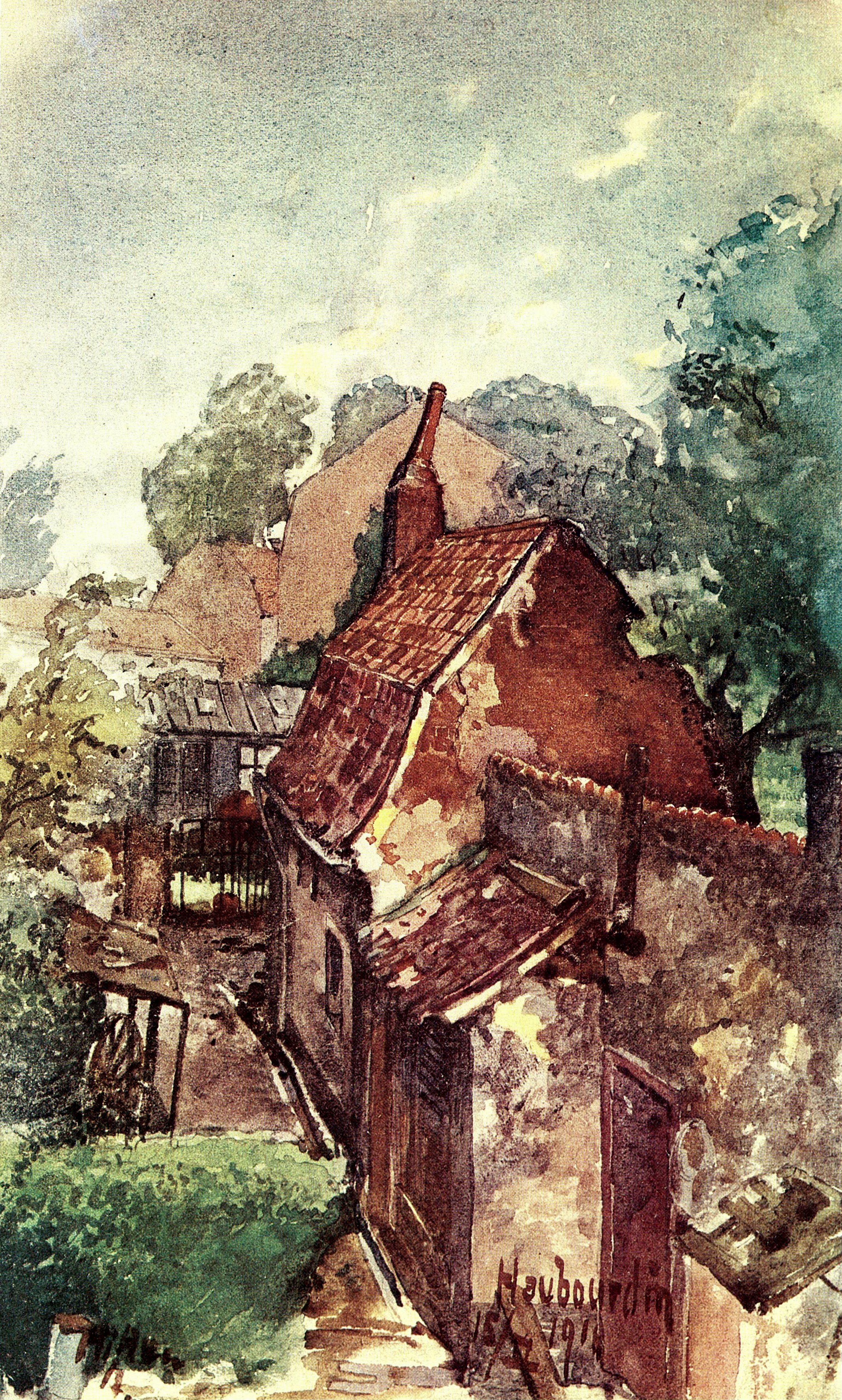
Хобурден (1916)
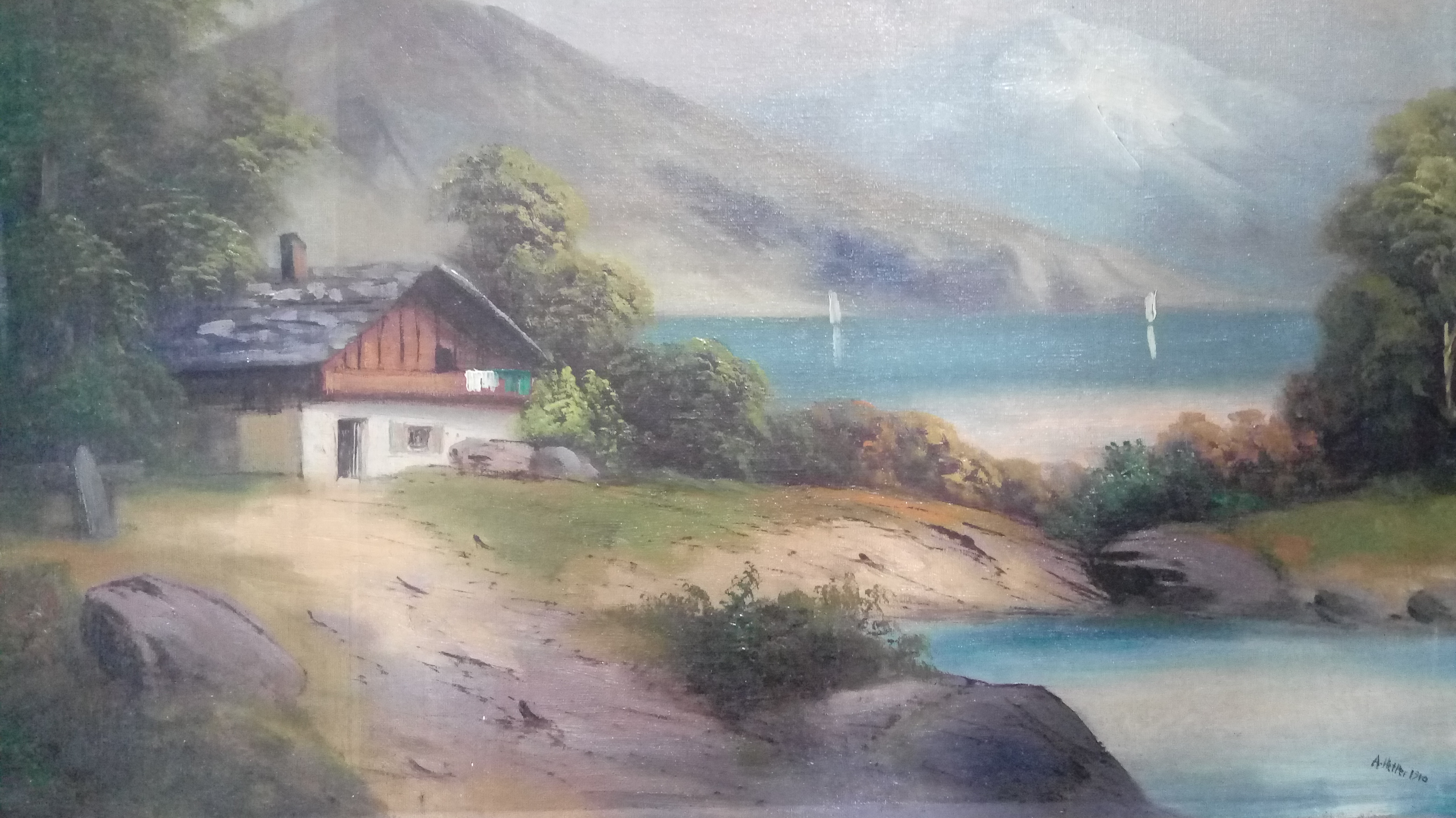
Будинок біля озера з горами, 1910 р.
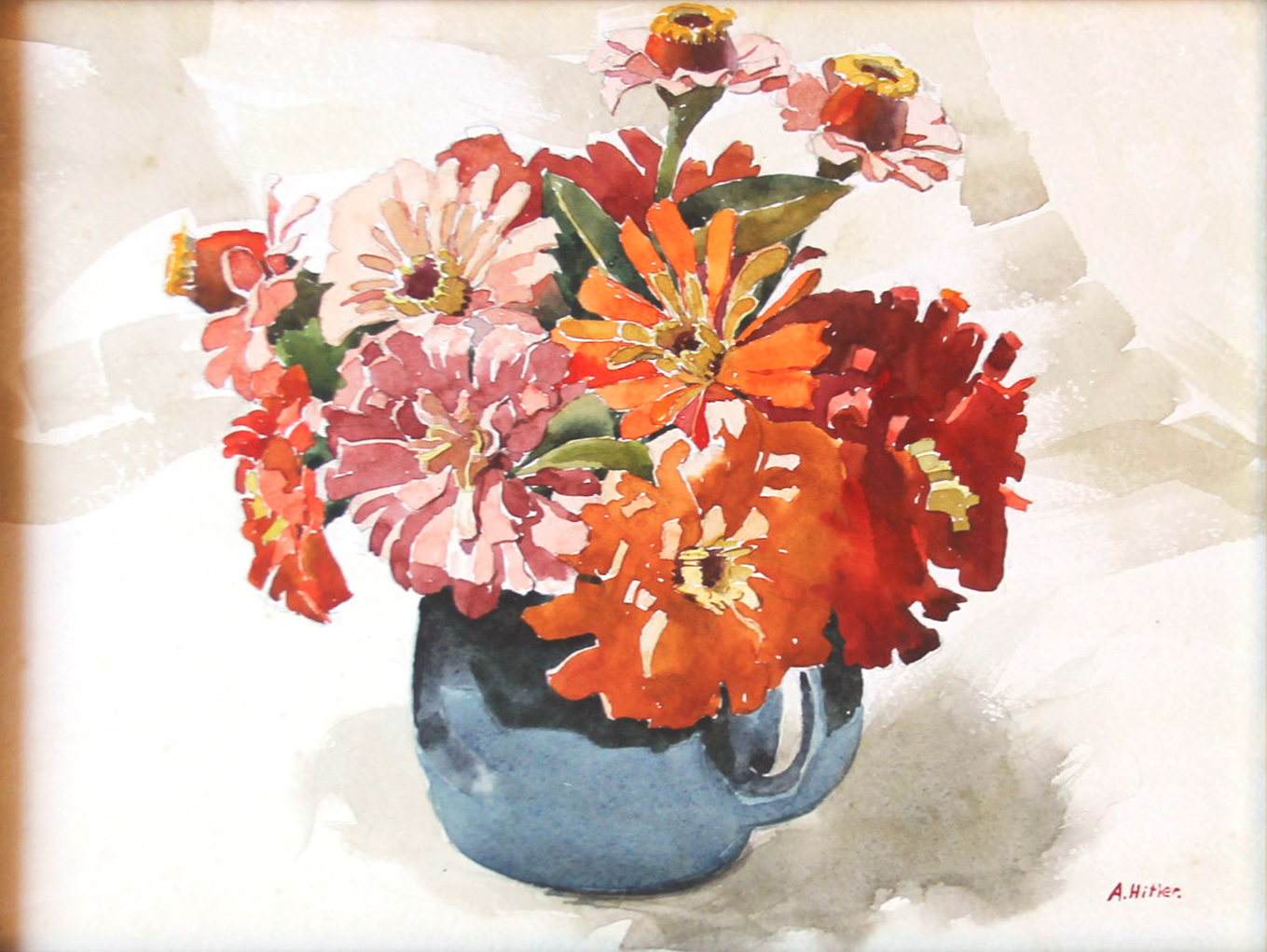
Ваза з квітами, 1912 р.
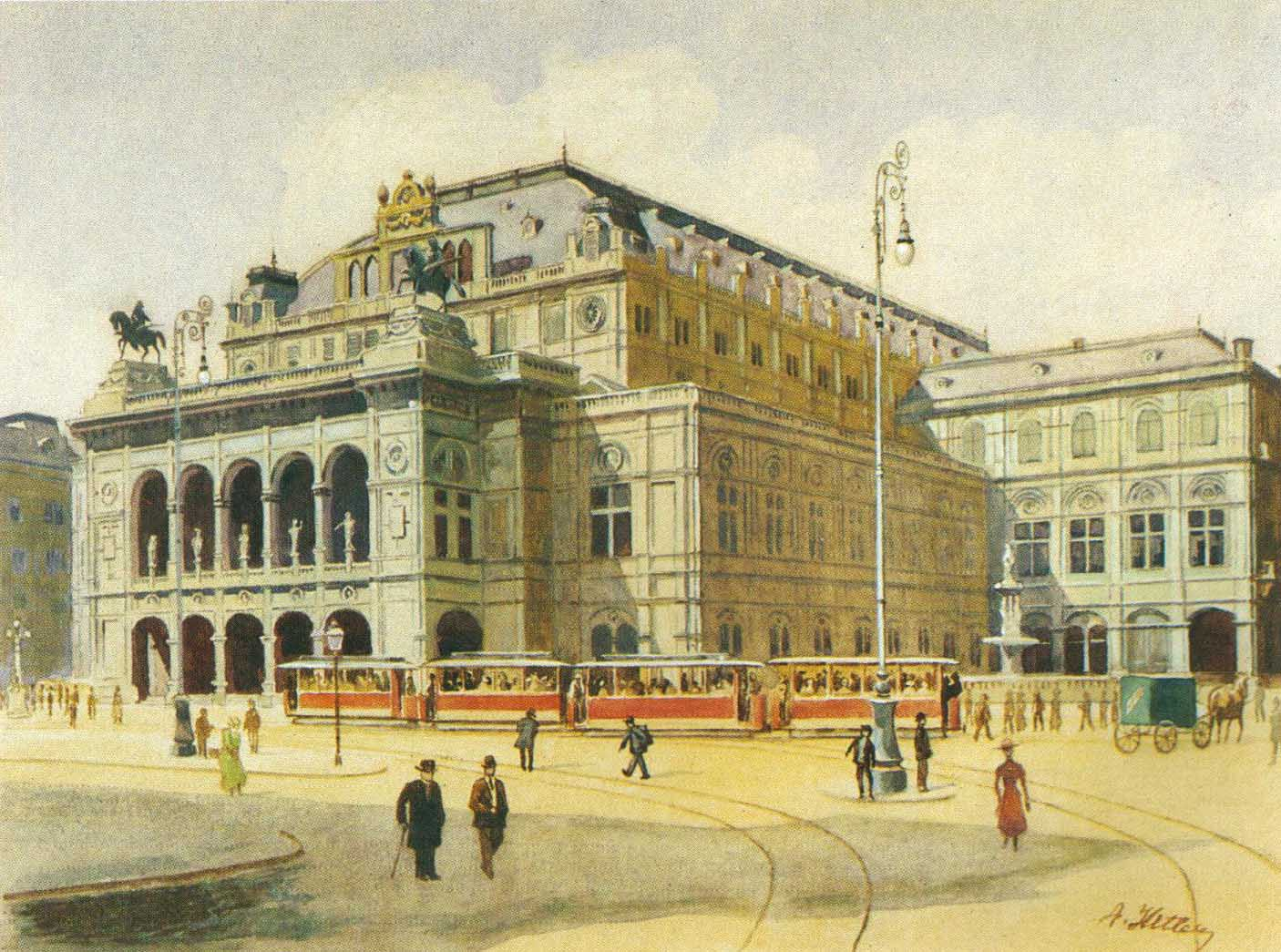
Віденська державна опера, 1912 р.
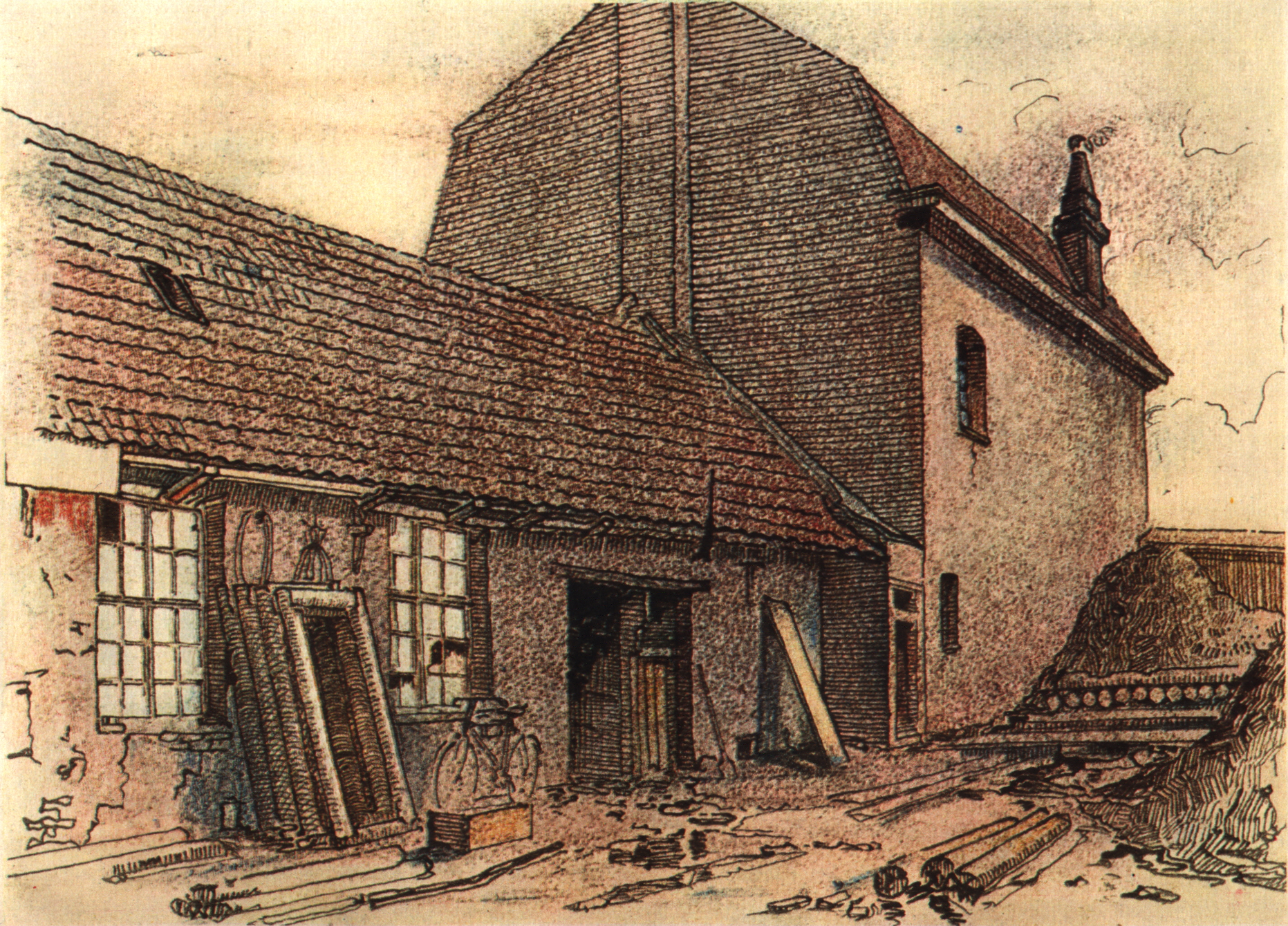
Малюнки солдата-фронтовика Адольфа Гітлера: Притулок у Фурнесі, 1917
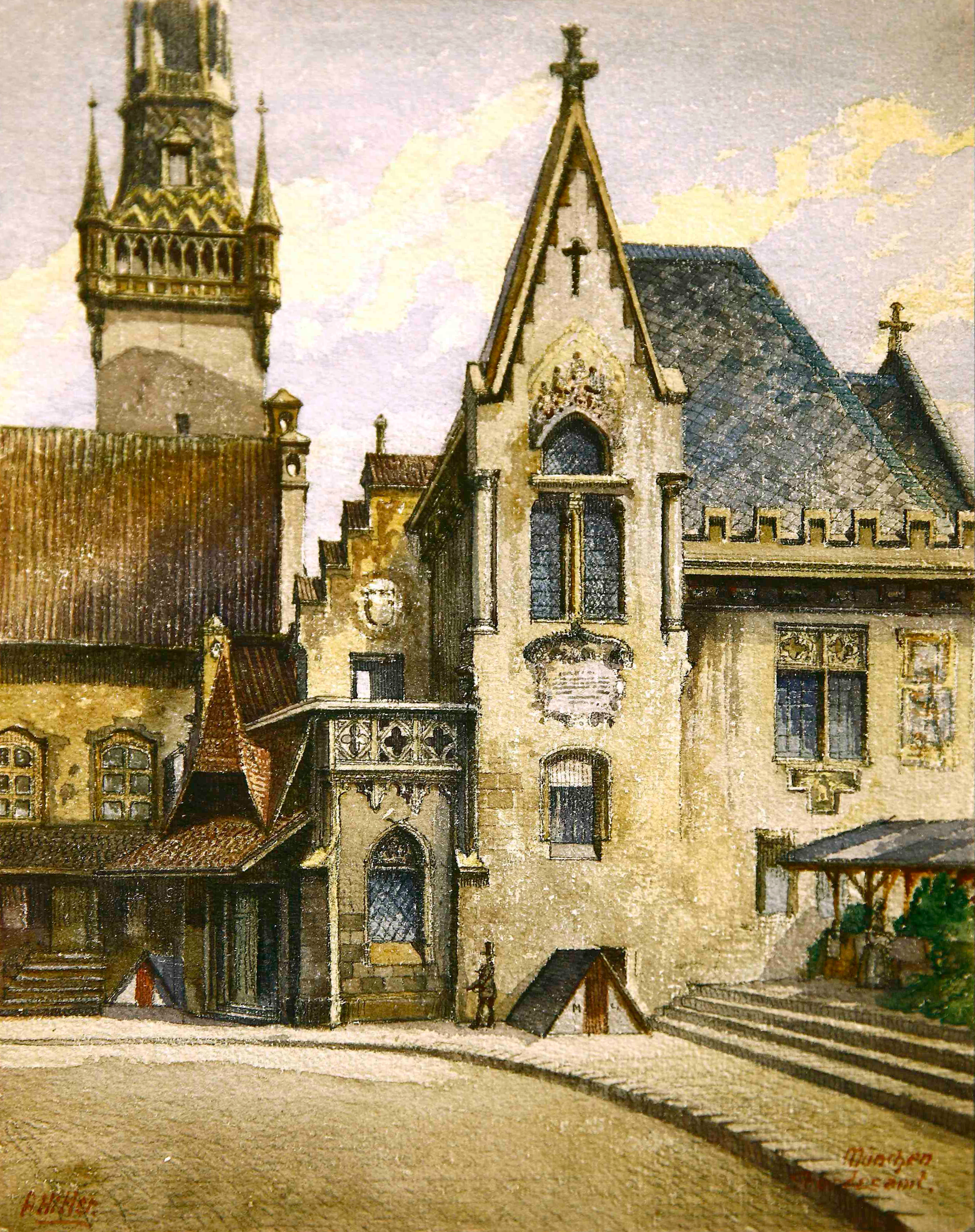
Мюнхенська ратуша, бл. 1910 р.
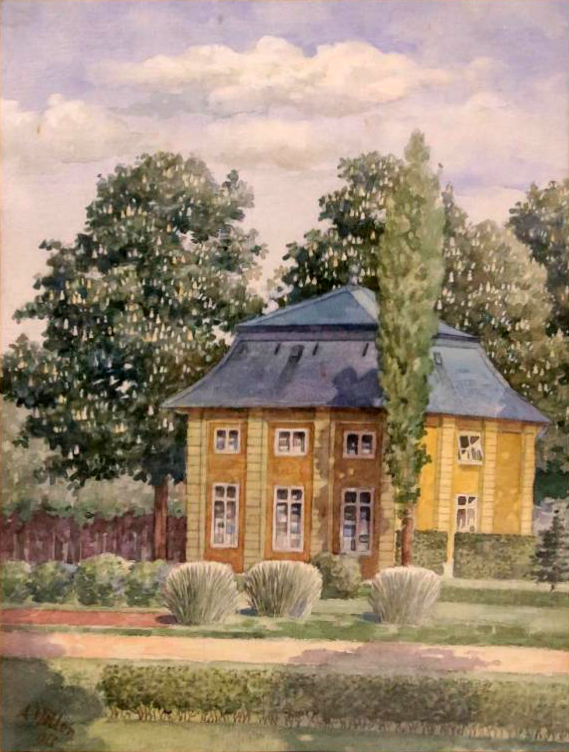
Будинок Доктора Блоха, 1913 р.